# Chuck E. Weiss

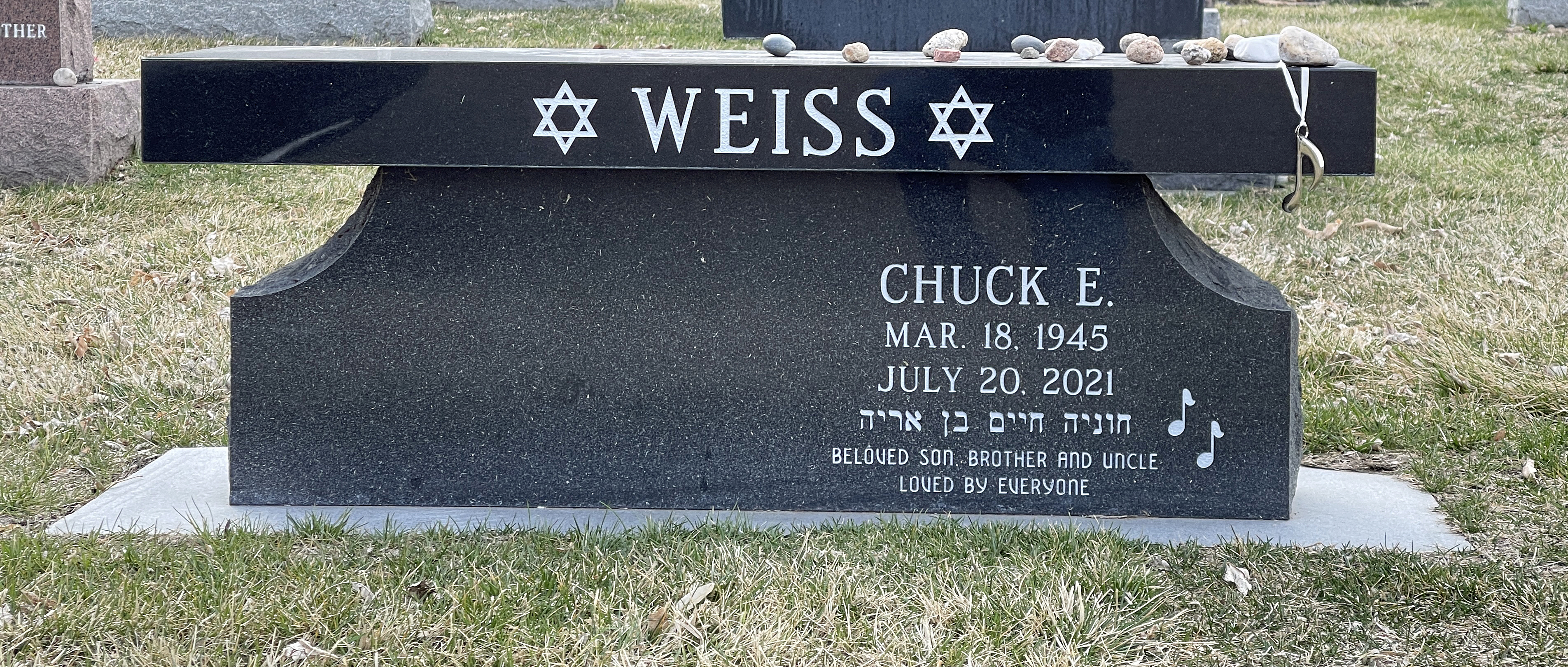
Grab von Chuck E. Weiss auf dem Fairmount Cemetery in Denver, Colorado

Chuck E. Weiss (* 18. März 1945 in Denver, Colorado, USA als Charles Edward Weiss; † 20. Juli 2021 in Los Angeles, Kalifornien) war ein US-amerikanischer Songwriter, Schlagzeuger und Sänger.

## Leben
Chuck E. Weiss (bürgerlich Charles Edward Weiss) wuchs in Denver, Colorado auf, wo seine Eltern einen Plattenladen besaßen. Durch seine Eltern und bei seinen Besuchen in der örtlichen Blues-Bar Ebbett’s Field lernte er Lightnin’ Hopkins kennen, der von seinem Schlagzeugspiel beeindruckt war und ihn mit auf Tour nahm. So bekam Weiss die Gelegenheit zu Auftritten mit Muddy Waters, Howlin’ Wolf, Roger Miller, Dr. John und anderen.
1981 veröffentlichte er sein Debütalbum The Other Side of Town, unter der Mitwirkung von Dr. John, Rickie Lee Jones und anderen. Erst 1999 erschien sein nächstes Album Extremely Cool in Zusammenarbeit mit Tom Waits als Co-Produzenten. Waits singt auch auf den letzten zwei Titeln des Albums. Kennengelernt hatten die beiden sich bereits 1972 im Ebbett’s Field, als Weiss in der Hausband des Clubs spielte. Auch wenn Waits 1999 mit seinem typischen Sound schon nahezu drei Jahrzehnte international sehr erfolgreich war, ist es schwer zu beurteilen, wer wen in Gesangs- und Kompositionsstil mehr beeinflusst hat.
Eine größere Bandbreite von Delta Blues bis Zydeco und mit deutlich geringeren Anklängen an Waits zeigte dann das folgende Album Old Souls and Wolf Tickets aus dem Jahre 2002. 2006 erschien 23rd & Stout, dessen musikalische Mischung aus Rock ’n’ Roll, Jazz und Blues Weiss selbst als „discom-bop-ulated jive“ bezeichnet.
Bis zum Erscheinen des Albums Red Beans and Weiss 2014 sollte wieder der für Weiss typisch lange Zeitraum vergehen. Es erschien auf dem Independent-Label ANTI-Records, bei dem inzwischen auch Tom Waits veröffentlicht, und wurde von Waits und Jonny Depp produziert.
Chuck E. Weiss war der Typ aus Rickie Lee Jones Hit Chuck E.’s in Love aus deren 1979er Debütalbum, von dem es im Lied heißt, dass er verliebt ist „in das kleine Mädchen, das diesen Song singt“. Jones, die damals mit Tom Waits liiert war, sagte allerdings, der Song sei fiktiv. Alle drei lebten zu dieser Zeit im Tropicana Motel in Los Angeles inmitten einer regen Musikszene mit Künstlern wie Jackson Browne, Eagles, Linda Ronstadt, Warren Zevon, Frank Zappa und anderen.
Referenzen an Weiss sind ebenfalls auf den Tom-Waits-Alben Small Change und Nighthawks at the Diner vorhanden; Weiss erschien außerdem auf dem Coverfoto von Nighthawks ….
Weiss selbst nannte als sein großes Vorbild Louis Jordan.
In der TV-Serie Gilmore Girls hatte Weiss 2002 in der Episode Lorelai's Graduation Day („Ferngesteuert“) einen Cameo-Auftritt als cooler, hochkompetenter Plattenladenbesitzer.

## Zitate
„Hast du keine Ohren, Sohn? Dieser kleine jüdische Junge mit dem großen alten Kopf ist einer der besten Musiker dieser Stadt und des ganzen Landes.“

## Diskografie
- 1981: The Other Side of Town. (Select)
- 1999: Extremely Cool. (Slow River / Rykodisc)
- 2001: Old Souls & Wolf Tickets. (Slow River / Rykodisc)
- 2007: 23rd & Stout. (Cooking Vinyl)
- 2014: Red Beans and Weiss. (ANTI-Records)